# Groombridge 1830
Groombridge 1830 è una stella della sequenza principale di classe spettrale G8-VI, colore giallo-arancio. La sua magnitudine apparente è 6,42, pertanto non è visibile ad occhio nudo; è localizzata nella costellazione dell'Orsa Maggiore ad una distanza di 29,9 anni luce dal Sistema solare.
Fu catalogata da Stephen Groombridge all'inizio del XIX secolo. Nel 1842 Friedrich Wilhelm Argelander scoprì che questa stella era dotata del moto proprio più elevato di tutte le stelle conosciute all'epoca (a parte il Sole), con uno spostamento annuo di 7 secondi di arco in direzione sud-est. Oggi in questa graduatoria è al terzo posto, superata solo dalla stella di Barnard e dalla stella di Kapteyn.